# Філософія культури
Філософія культури (культурфілософія) — ділянка філософського знання, головною метою якого є пояснення суті, специфіки культури, її взаємовідносин із природою й суспільством; система метафізичних тверджень про суть, генезис та найзагальніші закони культури, що прямо не спираються на емпіричні факти. Термін було введено в науковий обіг в рамках філософії Просвітництва німецьким романтиком А. Мюллером (1779–1829).

## Історія філософії культури
Умовно історія культурфілософії поділяється на три етапи:
1). Від античності до XVIII ст. — зародження філософії культури — культура ще не усвідомлюється як цілісне явище, проблеми культури розробляються в проблемному полі онтології, теології й епістемології. Людське мислення на цьому етапі характеризується «суммативним характером» (сукупністю, поєднанням знань про світ);
2). XVIII ст. — поч. XIX ст. — пошуки надсуммативних законів функціонування культури — Дж. Віко, Й. Г. Гердер, І. Кант, Ф. В. Шеллінг, О. Конт;
3). Від XIX ст. — існування філософії культури як окремої дисципліни — культура як феномен стає об'єктом самостійного філософського аналізу.

### Античність
В давнину для людини реальне життя не було чимось відмінним від міфологічного світу. Древні релігії були політеїстичними (політеїзм — віра у багатьох богів). Люди спілкувалися з богами так само, як один з одним. Міфологічне мислення як форма колективної свідомості становить величезний пласт культури, є культурною реальністю і, водночас, містить уявлення про культуру у древніх. У цьому випадку сприйняття культури включало в себе поклоніння, шанування, культ.
Аналоги слова «культура» існували в багатьох мовах: китайською мовою — «жень» і «вень» означали виховання благородної людини, у давньоіндійській літературі говорилося про «дхармашастру» (вчення про життєві правила поведінки й обов'язки віруючого).
Давньогрецькі філософи Платон, Протагор, Полібій і китайський філософ Сима Цянь вважали культуру частиною божественної природи і її виявом. Подібно будь-якій живій істоті, культура народжується, живе і вмирає, а етапи її розвитку нагадують зміну пори року. Традицію такого розуміння культури пізніше збережуть деякі арабські вчені. Так, історик і філософ Ібн-Халдун стверджував, що повний цикл розвитку культури відбувається протягом 120 років, після чого стара культура буває «переможеною» іншою, сильнішою культурою (частіше за все — культурою кочовиків). Цей напрямок отримав назву «культурного натуралізму». Для нього характерні: перенесення рис природи на культуру, обожнювання культури у всіх її виявах, в тому числі у формі державної влади, ідея циклічності розвитку культури.
Формуються наступні поняття:
- Пайдейя — вихованість, освіта, що спирається на традиції;
- Техне — майстерність, практична діяльність, спрямована на покращення навколишнього світу;
- Етос (VI—V ст. до н. е. в філософії піфагорійців, Сократа й Аристофана) — «людина вихована», що відповідає прекрасному складові космосу, є вірним громадянином, займає своє місце у світі.

Римський державний діяч, письменник Марк Порцій Катон (234–149 рр. до н. е.) написав трактат про «агрикультуру» — догляд за ділянкою землі, що передбачає також душевне ставлення до землі. Марк Туллій Цицерон (106-43 рр. до н. е.) під словом «культура» розумів покращення духовності людини. Він заклав основи концепції humanitas — «людське достоїнство», характерна риса римського етосу, досягти яку можливо тільки після тривалої праці, являє собою сукупність таких рис, як політична зрілість, почуття обов'язку, ораторське мистецтво, розвинутий художній смак і творчі здібності.

### Середньовіччя
В середньовічній Європі утверджується християнство — монотеїстична релігія (монотеїзм — віра в одного бога). Воно об'єднало у собі і світогляд, і філософію, і етику, і правові норми, підпорядкувало собі науку, освіту, мистецтво. Відповідно проблеми культури висвітлювалися у працях філософів-богословів. Значно змінюється розуміння культури. Визнається, що світ створений єдиним Богом (ідея креаціонізму). Окрім тілесного, земного світа існує також небесний, духовний, де людина знаходить повноту своєї сутності. У світі діють закони, непідвладні людському розумінню — вищий Розум та Справедливість. Особливого значення набуло поняття «культ» — здатність людини розкрити свій творчий потенціал в любові до Бога. На відміну від античності, де під «культурою» розуміли дотримання та виховання гармонії й порядку, а подоланням обмеженості людської натури, постійне духовне покращення людини.
Особливого значення набуває книга, головним чином Біблія.
Для Августина Блаженного «без віри немає знання, немає істини». Світова історія за Августином Блаженним є результатом божественного визначення. «Гріховному» світському граду він протиставляє «град божий», утверджуючи, таким чином, пріоритет церкви.
Спробу поєднати арістотелізм і християнство здійснить знаменитий католицький богослов Фома Аквінський. Основний принцип його філософії — гармонія віри і розуму, оскільки розум здатний раціонально довести існування Бога і розбити заперечення проти істин віри. В розробленій ним системі сполучилися, не змішуючись, філософія і теологія, держава і церква, громадянська і християнська доброчесність.
Якщо в попередню епоху під культурою розумілося виховання міри, гармонії й порядку, тепер — подолання обмеженості, гріховності людини, постійне духовне вдосконалення. Потреба обмислення власної суті, свого місця в оточуючому світі набуває форму індивідуальної сповіді (наприклад — «Сповідь» Августина Аврелія).
Фома Аквінський у своєму вченні поєднує античну філософію (концепцію Арістотеля) й християнське світосприйняття (ідеї Августина Аврелія). Він обґрунтував нове поняття художньої краси: матеріально гарна форма є вираженням духовних переваг.

### Епоха Відродження
Відбувається перехід від традиціоналізму як фундаментального принципу існування попереднього типу культури, що було засновано на міфологічній свідомості, до персоналістичному типу. Формуються науки, що спрямовані на вивчення проблем людини — studia humanitatis. Праця художника ототожнюється з творчою силою Бога.
Епоха Відродження утверджує гуманістичний ідеал. Культура уявляється мислителям Відродження результатом вільної творчої діяльності людини. Свобода і творчість як принципи людського співжиття протиставляються середньовічній ієрархії, підлеглості церкві. Дж. Манетті пише трактат «Про гідність і довершеність людини», спрямований проти Папи Іннокентія III, Джованні Піко делла Мірандола створює «Промову про гідність людини». Вільна творчість і гідна поведінка стають обов'язковим змістом морально-етичних міркувань і концепцій епохи.

### Епоха Просвітництва

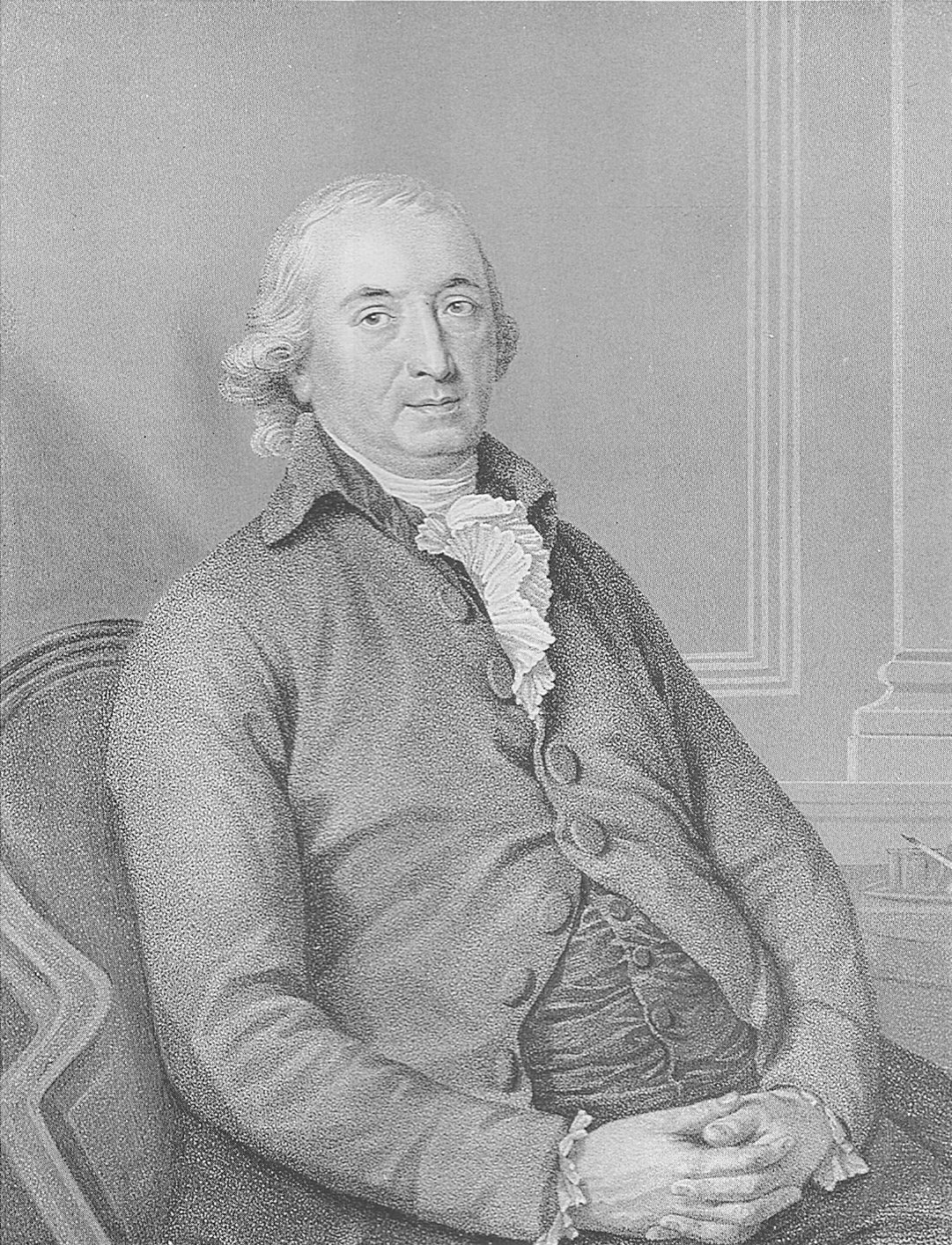
Йоганн-Готфрід Гердер

Принципово по-новому культурний досвід минулого і сучасності, причини виникнення і шляхи розвитку культури переосмислюються у XVIII ст. Просвітництвом. Епоха прагне до цілісного сприйняття культури людства, розуміючи її як продукт діяльності людського розуму. У ряді праць поняття «культура» і «природа» протиставляються. Так, Жан-Жак Руссо вважає природу продуктом довершеного божественного розуму, а культуру — недосконалого людського розуму, негативно ставиться до культурного прогресу. Усуненню опозиції «культура»-«природа», пошуку шляхів їх гармонічного поєднання присвячені роботи Іммануїла Канта (1724—1804). За Кантом причиною виникнення культури є суспільна сутність людини. Філософ виділяє дві реальності: світ природи (тваринного начала, зла, жорстокості) і світ свободи (людини, культури, моралі). Перетинаються і примирюються два протилежних начала в уявленнях про прекрасне й у творенні прекрасного, що власне і є метою культурної діяльності. В етиці Кант вводить категоричний імператив, тобто обов'язкове і безумовне моральне правило, всезагальний закон поведінки, який долає і виключає будь-яке зло.
Вчені вісімнадцятого та початку дев'ятнадцятого сторіччя часто ототожнюють культуру з цивілізацією і протиставляють природі. Так про людей, яким бракує елементів «високої культури» говорять як про «природних», віддаючи їм роль носіїв «низької» культури. Подібне визначення культури було розкритиковане за намагання придушити «людську природу».
До другої половини XVIII ст. належить діяльність німецького філософа й історика Й. Г. Гердера. Для Гердера культура є наслідком здатності людини до творчої і розумової діяльності, яка знаходить вираз у мові, науці, ремеслі, мистецтві, державі, релігії, сім'ї. Гердер вперше визначив культуру як необхідну і невід'ємну реальність людського суспільства, стверджуючи, що некультурних народів взагалі не існує. Є більш культурні і менш культурні народи. Рівень культури філософ пов'язує з прогресом освіти. У роботі «Про походження мови» (1772 р.) Гердер пов'язує появу мови з фізіологічно закладеною в людині здібністю до мислення, у розвитку мови вбачає прогрес культури. Він одним з перших зацікавився вивченням національних культур як форм існування світової. Гердер виділив етапи, через які проходить національне відродження: I — вивчення історії, етнографії, II — формування національної літературної мови, III — виникнення національних політичних організацій, боротьба за незалежність.
Остаточно опозиція «природи» і «культури» знімається в філософії Георга Фрідріха Вільгельма Гегеля, (1770—1831), для якого «культура є… звільнення і робота вищого звільнення», що розуміється як поетапний рух від природної безпосередності до вищої духовності. Історія людства за Гегелем є сходи вгору, по яких людина, звільняючись, підіймається шляхом пізнання абсолютного духу. Гегель зводить культуру до духовного розвитку людства, розуміючи творчість як діалектичне сходження духу.

### Новий час

#### Українська та російська філософія

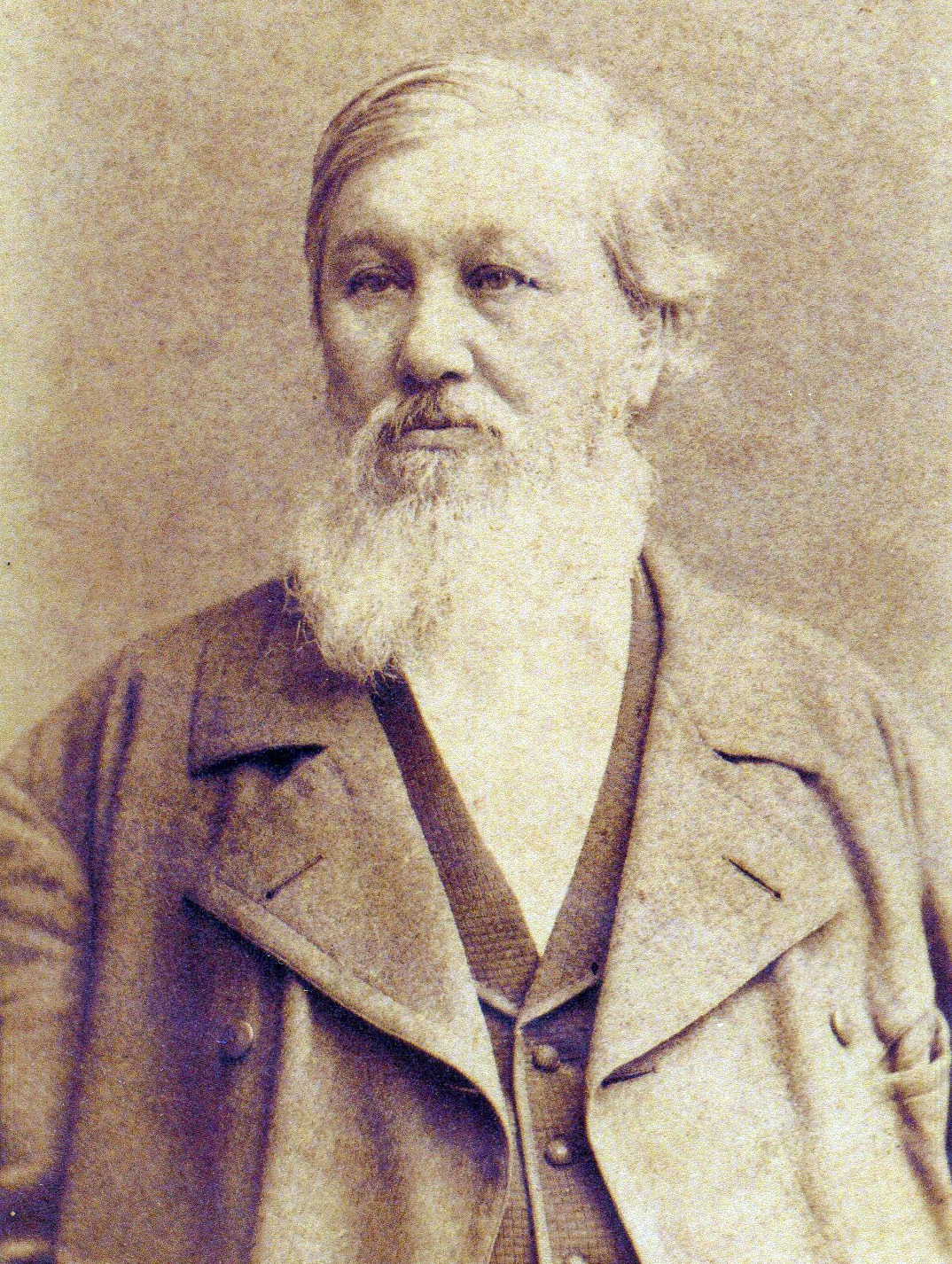
Микола Данилевський, перший російський дослідник культури

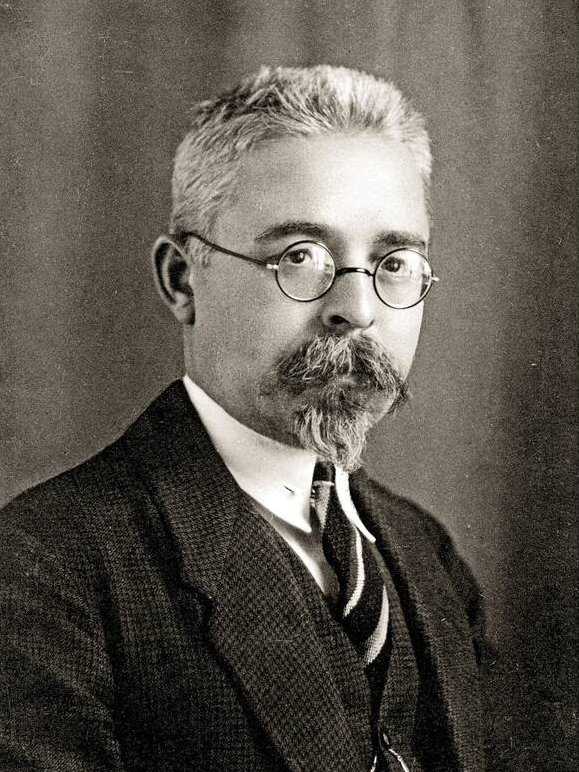
Іван Огієнко, один з перших авторів, що обґрунтував самобутність української культури

В першій половині XIX ст. з'явилися роботи російського вченого М. Я. Данилевського. У книзі «Росія і Європа» він висунув концепцію «замкненого (локального) розвитку культур». Кожний народ, за Данилевським, створює специфічну систему цінностей. Вироблена ним культура слабко контактує з іншими культурами, протидіючи проникненню в її «тіло» чужорідних елементів. Данилевський створив «систему типів» людства. Він писав, що є народи, віддані ідеї державності, а є такі, яким вона чужа. Є люди, які сповідують ідеали лицарства, честі, а є їх антиподи — хитрі обманщики, безпринципні торгаші. Народи Сходу створили вишукану, але малорухому, споглядальну культуру, яка з покоління в покоління відтворює саму себе. На Заході була створена динамічна, утилітарно-практична культура, спрямована на перетворення природи і суспільства.
Ідеї Данилевського згодом сильно вплинули на культурологію ХХ ст. Виникнення української культурологічної думки пов'язане з діяльністю Кирило-Мефодіївського братства. У Статуті Братства, у відозвах «До братів українців», «До братів росіян», «До братів поляків», в творах його фундаторів — М. Костомарова («Думки про історію Малоросії», «Дві руські народності»), П. Куліша («Повість про український народ») — відстоюються ідеї культурної самобутності слов'янських народів, їх права на вільний розвиток, гарантований вільним федеративним союзом слов'янських республік. Значний внесок в розвиток культурологічної думки зробив М. Драгоманов (1841—1895 рр.). З позицій порівняльно-історичної методології М. Драгоманов виступав проти хуторянського етнографізму, висував ідеї вільного розвитку народної культури у національну культуру, просякнуту загальнолюдськими цінностями.
Цілісну концепцію історії української культури висунув М. Грушевський (1866—1934 рр.). Вона базувалася на тезах самобутності і самостійності української культури. Одним з перших він піддав сумніву і критиці теорію єдиної монолітної культури Київської Руси, доводив існування різних етноплемен ще за епохи трипільської культури. Не протиставляючи українську і російську культури, він все ж вважав першу більш близькою до європейської культури.
Найґрунтовніше самобутність та самодостатність української культури була подана Іваном Огієнком в книзі «Українська культура» (1918), разом із викриванням міфу про двоєдність української та російської культур. У брошурі «Наука про рідномовні обов´язки» (1935) І. Огієнко приймає за головну ознаку культурної ідентичності мову, підкреслює роль формування єдиної для народу літературної мови, яку Огієнко вважав за «головний двигун розвитку духової культури народу». І. Огієнко заклав закріплений пізніше в українських енциклопедичних виданнях поділ культури на матеріальну і духовну, при цьому важливіша роль відводилася саме духовній, до якої відносив розвиток науки, віри, переконань, звичаїв, етики й т. ін.

### ХХ— XXI століття
Сучасне розуміння культури у контексті соціальної історії розглядає її як систему життєвих орієнтацій людини. Культура — це сфера духовної, ціннісної, комунікативної організації суспільства, яка визначає норми поведінки, мислення, почуттів різних верств населення і націй в цілому (Гуревич, 1991; Парахонський, 1995).